# Vorstopper
Vorstopper bezeichnet eine unüblich gewordene Spielerposition im Fußball.
Im klassischen 4-3-3-System ist der Vorstopper der Spieler, der den Mittelstürmer der gegnerischen Mannschaft in Manndeckung abschirmt. Die Rolle des Vorstoppers entwickelte sich aus der Rolle des Mittelläufers im WM-System. Für den Vorstopper gab es noch eine Absicherung durch den Libero, andererseits sicherte der Vorstopper den Libero ab, wenn sich dieser in das Angriffsspiel einschaltete.

## Geschichte
Die Bezeichnung Vorstopper kam in den 1960er Jahren auf, als die klassische Mittelläuferposition, auch „Stopper“ genannt, zur Libero-Position wurde und nunmehr noch ein Abwehrspieler vor dem Stopper spielte. Der Libero spielte im Raum, der Vorstopper in Manndeckung gegen den Mittelstürmer.
Bei der Fußballweltmeisterschaft 1966 in England war Willi Schulz noch als Stopper mit rein defensiver Aufgabe hinter dem manndeckenden Vorstopper Wolfgang Weber im Einsatz.
Der Übergang zum Libero wurde von Bundestrainer Helmut Schön bei der Weltmeisterschaft 1970 in Mexiko vollzogen, als er Karl-Heinz Schnellinger zum Chef der Defensive bestimmte – immer noch stand aber die Defensive beim Libero 1970 in der DFB-Elf im Vordergrund – und davor mit Klaus Fichtel als Vorstopper spielte.
Mit der Fußball-Europameisterschaft 1972 und der Fußballweltmeisterschaft 1974 wurde mit der Personalie Franz Beckenbauer endgültig im DFB-Bereich der Übergang zum spielbestimmenden Abwehrorganisator vollzogen, der in Verbindung mit dem Defensivspezialisten auf der Vorstopperposition – jetzt Georg Schwarzenbeck – die Zentrale des Abwehrspiels war, darüber hinaus aber auch wesentliche Impulse für das Aufbauspiel leistete.
Bei der WM 1986 in Mexiko gelangte die deutsche Mannschaft mit einer klar defensiv orientierten Ausrichtung mit Ditmar Jakobs als Stopper und Karlheinz Förster als Vorstopper ins Endspiel und gewann 1990 in Italien mit dem Libero Klaus Augenthaler und dem als Vorstopper spielenden Jürgen Kohler die Weltmeisterschaft.
Die Positionsbezeichnung verschwand mit der Einführung der Viererkette in den 1990er Jahren überwiegend aus dem Sprachgebrauch.

## Heutige Situation
Im heute üblichen 4-4-2-System (alle Abwehrspieler versetzt auf einer Linie) wird nicht mit Vorstopper, sondern mit Innenverteidigern gespielt, die nicht in starrer Manndeckung agieren, sondern je nach Spielsituation die vordersten Spitzen des Gegners übernehmen.